# Z'EV
Z'EV, pseudonimo di Stefan Joel Weisser (Los Angeles, 8 febbraio 1951 – Chicago, 16 dicembre 2017), è stato un poeta, percussionista e artista statunitense.
Dopo gli studi su World music e sulle musiche tradizionali al California Institute of the Arts, sperimenta e crea uno stile percussivo partendo da materiali industriali e registrando per varie etichette discografiche. Attualmente è considerato uno dei pionieri dell'Industrial.
Il suo lavoro come poeta e musicista è stato influenzato dalla Kabbalah, oltre che dalla musica e cultura africana, afro-caraibica e indonesiana. Studiò in particolare la musica Ewe, la musica gamelan balinese e la tala indiana.

## Biografia
Stefan Joel Weisser nasce l'8 febbraio 1951 in una famiglia ebrea di Los Angeles e studia batteria sin dall'età di otto anni. Dal 1959 al 1965 studia con Arnie Frank, Chuck Flores e Art Anton.
Nel 1963 decide di abbandonare l'ebraismo per relazionarsi con diversi pensieri religiosi ed esoterici.
Nel 1966 suona assieme a Carl Stone e James Stewart. Il trio, che si dedica soprattutto al jazz rock, si scioglie dopo un'audizione per la Bizarre Records di Frank Zappa, quando Stefan Joel Weisser e Carl Stone decidono di iscriversi al CalArts.
Dopo gli studi produce i primi lavori con lo pseudonimo S. Weisser ispirati alla poesia visiva e alla poesia sonora.
Nel 1975 sue opere vengono esposte nella mostra Second Generation al Museum of Conceptual Art di San Francisco.
Nel 1976 si trasferisce a Los Angeles.
Nel 1977 presenta il suo primo solo di percussioni alla spazio espositivo La Mamelle di San Francisco. Il solo si intitolava Sound of Wind and Limb.
Nel 1978 inizia a sviluppare una personale ricerca performativa e musicale, utilizzando strumenti autocostruiti composti da materiali industriali e riciclati come barre d'acciaio, titanio, e PVC. Inizialmente questi strumenti erano un assemblaggio di materiali legati a fili che Weisser utilizzava nelle sue performance simulando i movimenti di un marionettista. Il critico musicale John Buckley descrisse le performance di Weisser di questo periodo dicendo:
"gli strumenti sono collezioni di oggetti legati assieme da corde che fatti oscillare a velocità e direzioni variabili, producono un intervallo sorprendente di dinamiche e di timbri sonori. I movimenti dei ragazzi che si accingono a manipolare questi strumenti sono di grande effetto per il loro gesto atletico. Z'EV è poi interessante per la messa in relazione di aspetti visivi e musicali,  che provengono dalla vibrazione degli oggetti guardati che sono le stesse che giungono alle orecchie come sonorità. Inoltre, nel momento in cui i ritmi del lavoro sono diretti da ogni movimento del "performer", una integrità invisibile unifica l'azione".
In questo periodo Z'EV inizia ad esibirsi fuori da contesti prettamente dedicati all'Arte contemporanea come per esempio al Mabuhay Gardens di San Francisco. Fu in questo periodo che Stefan Joel Weisser adottò il nome d'arte Z'EV, che prese dal nome giudaico che i suoi genitori gli attribuirono alla nascita (Sh'aul Z'ev bn Yakov bn Moshe bn Sha'ul).
Nel novembre e dicembre del 1980 Z'EV aprì i concerti del tour in Europa ed USA della band inglese Bauhaus. Durante questo tour Z'EV introdusse in Europa un suono basato su un uso massiccio di percussioni metalliche che secondo Jason Pettigrew, attuale caporedattore della rivista Alternative Press, in molti ripresero: "Consider your music collection. Neubauten? Test Department? Z'EV's been there first.'